# Antonín Kinský (fotbalista, 2003)
Antonín Kinský  (* 13. března 2003 Praha) je český profesionální fotbalový brankář, který chytá za anglický klub Tottenham Hotspur FC, za český národní tým do 21 let a český národní tým.
Je synem bývalého českého reprezentačního gólmana Antonína Kinského staršího.

## Klubová kariéra
Kinský začínal s fotbalem v pražském Tempu. V roce 2017 se přesunul do Bohemians 1905 a rok poté do Dukly Praha,

### Dukla Praha
Kinský debutoval v dresu pražské Dukly v posledním kole sezóny 2019/20 druhé ligy proti Třinci. V sezóně 2020/21 nastoupil Kinský do 5 ligových zápasů.

### Slavia Praha
Kinský přestoupil v červenci 2021 z Dukly do jiného pražského klubu Slavie a podepsal s úřadujícím českým mistrem smlouvu do června 2025. Dne 22. září 2021 debutoval Kinský v dresu Slavie, a to při výhře 4:2 nad Slovanem Velvary ve třetím kole MOL Cupu.

#### Vyškov (hostování)
V lednu 2022 odešel Kinský na půlroční hostování do konce sezóny do druholigového Vyškova. V týmu plnil roli brankářské jedničky a pomohl druholigovému nováčkovi se zachránit v soutěži.
Kinský v létě 2022 zamířil zpátky na hostování do Vyškova, tentokráte na celou sezónu 2022/23. S Vyškovem se mu podařilo umístit se na konečné druhé příčce a postoupit do baráže o první ligu, kde Vyškov po výsledcích 0:1 a 0:0 nedokázal postoupit přes Zlín.

#### Pardubice (hostování)
V červnu 2023 odešel Kinský na hostování do prvoligových Pardubic. V Pardubicích začal sezónu 2023/24 jako brankářská jednička. Ve druhém kole české nejvyšší soutěže byl Kinský vyloučen za zákrok na jabloneckého Vachtanga Čanturišviliho; Kinský zasáhl gruzínského záložníka ve výskoku nohou do oblasti krku a hlavy. Disciplinární komise Ligové fotbalové asociace mu udělila trest na čtyři utkání. Novou brankářskou jedničkou pardubického trenéra Radoslava Kováče se stal slovenský gólman Viktor Budínský. Do branky se Kinský dostal až na začátku prosince 2023, kdy odchytal utkání proti pražské Spartě. V jarní části sezóny byl Kinský už znovu neotřesitelnou brankářskou jedničkou klubu. Dohromady v sezóně nastoupil do 18 soutěžních utkání, v nichž vychytal 6 čistých kont a pomohl Pardubicím k záchraně v nejvyšší soutěži. V květnu 2024 odmítl prodloužit smlouvu s mateřskou Slavií. Zdůvodnil to tím, že chce po zkušenosti v Pardubicích pravidelně chytat a rozvíjet se.

#### Návrat do Slavie
V létě 2024 se Kinský vrátil do pražské Slavie. V červenci se, po zranění brankářské jedničky Slavie a české reprezentace Jindřicha Staňka, Kinský dohodl na prodloužení smlouvy s příslibem, že na začátku sezóny 2024/25 se stane novým brankářem číslo jedna. V dresu Slavie si odbyl svůj ligový debut 21. července při bezbrankové remíze proti Slovácku v 1. kole nové sezóny. 7. srpna poprvé nastoupil do utkání v pohárové Evropě, když odchytal celé utkání třetího předkola Ligy mistrů proti belgickému Unionu Saint-Gilloise. Se Slavií postoupil až do čtvrtého předkola, kde však pražský celek nestačil na francouzský Lille OSC. Kinský odchytal šest utkání ligové části Evropské ligy a udržel jedno čisté konto. V domácí soutěži nastoupil do všech 19 zápasů podzimní části sezony, udržel 12 čistých kont a inkasoval dohromady jen 7 branek.

### Tottenham Hostpur
V lednu 2025 přestoupil Kinský do anglického klubu Tottenham Hotspur za částku okolo 16,5 milionů euro a podepsal se Spurs smlouvu až do roku 2031. Kinský začal kvůli zranění Guglielma Vicaria jako brankářská jednička, svůj debut si odbyl 8. ledna v utkání prvního kola semifinále ligového poháru proti Liverpoolu, vychytal čisté konto a pomohl týmu k výhře 1:0. O čtyři dny později nastoupil také do utkání třetího kola FA Cupu proti Tamworthu a dalším čistým kontem přispěl k výhře 3:0 po prodloužení. V Premier League si Kinský odbyl svůj debut 15. ledna, a to při prohře 1:2 v severolondýnském derby proti Arsenalu. 2. února si připsal své první čisté konto v anglické nejvyšší soutěži, a to při výhře 2:0 nad Brentfordem.

## Reprezentační kariéra
V červnu 2023 přišel Kinský ze zdravotních důvodů o závěrečný turnaj mistrovství Evropy do 21 let v Gruzii a Rumunsku. V roce 2024 se stal brankářskou jedničkou české reprezentace do 21 let.
V říjnu 2024 byl Kinský poprvé povolán do české seniorské reprezentace.